# Għaxaq
Ħal Għaxaq Málta egyik helyi tanácsa Vallettától délre. Lakossága 4388 fő. A község neve feltehetően az Axiaq családnévből ered, erre utalhatnak a község idegen nevei (angol: Ashiak, olasz: Casal Asciak) is.

## Története
Legkorábbi emléke néhány föníciai sír. Első kápolnája 1511-ben épült Szűz Mária tiszteletére. A korábban Żejtunhoz tartozó település 1626. április 26-án lett önálló egyházközség, ekkor 340 lakosa volt. Újabb plébániatemplomát 1655-ben szentelték fel. A jelenlegi templom 1733 és 1784 között épült.
1994 óta Málta egyik helyi tanácsa. 2010-ben az għaxaqi Santa Marija Fireworks Factory nyerte a Nagy Kikötőben rendezett VIII. Fireworks Festivalt.

## Népessége
- 1626: 340
- 1767: 1009
- 1800 körül: 352
- 1830: 1166
- 1890: 1420
- 1931: 1896
- 1948: 2448
- 1957: 2830
- 1967: 2866
- 1985: 3655
- 1995: 4126
- 2005: 4388

## Önkormányzata
Għaxaq vezetése az ötfős helyi tanács kezében van. A jelenlegi, hetedik tanács 2013 márciusában lépett hivatalba, 4 munkáspárti és 1 nemzeti párti képviselőből áll.
Polgármesterei:
- Joseph Abdilla (1994-2006)
- Emanuel Vassallo (Munkáspárt, 2006-)

## Nevezetességei
- Plébániatemplom
- Néri Szent Fülöp kápolnája

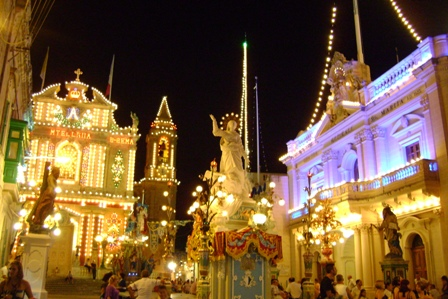
Festa Għaxaqban

- Dar tal-Bebbux: Csigák és kagylók vázaival díszített ház a templom közelében a 19. századból
- It-Turret: a kis torony feltehetőleg lovagkori. 2011-ben az önkormányzat megkapta használatra (bérleti díjért)[4]
- Napóra: említése ismert már a 14. századból is

## Kultúra
Band clubjai:
- Għaqda Mużikali Santa Marija (1873)
- Għaqda Mużikali San Ġuzepp[5] (1874)

Egyházi szervezetei:
- Karizmatikus Megújulás
- Katolikus Akció
- Mária Légió
- M.U.S.E.U.M.
- Pio atya Csoportja

## Sport
Sportegyesületei:
- Boccia: Klabb tal-Boċċi Għaxaq
- Labdarúgás: Għaxaq Youth Football Nursery

## Közlekedés
Autóval a Valletta-Birżebbuġa főúton elérhető. 
Buszjáratai (2011. július 3 után):
- 135 (Repülőtér-Marsaskala)
- N81 (éjszakai, San Ġiljan-Repülőtér)